# Extravagantes Iohannis XXII
Le Extravagantes Ioannis XXII sono una raccolta, realizzata nel 1317, di decretali emanati da Papa Giovanni XXII. Sebbene tale raccolta sia stata realizzata su iniziativa di giuristi privati, successivamente venne inserita nel Corpus Iuris Canonici, emanato nel 1580 da Papa Gregorio XIII, diventando una delle fonti fondamentali del diritto canonico della Chiesa cattolica. Il termine Extravagantes (dal latino !quelle che vagano fuori") si riferisce proprio a quei decreti papali che non facevano parte delle precedenti raccolte ufficiali di diritto canonico, come lo furono anche le Extravagantes communes del XV secolo.
Le 20 decretali che ne facevano parte riguardavano aspetti della giurisdizione ecclesiastica, questioni finanziarie della Chiesa e il contrasto alle eresie (in particolare a quella dei Francescani spirituali).